# ايرج أباد (ماجين)
ایرج أباد (بالفارسية: ایرج‌آباد) هي قرية تقع في إيران في قسم ماجين الريفي. يقدر عدد سكانها بـ 185 نسمة .